# Musée de la céramique d'Andenne
Le musée de la céramique, situé dans la ville belge d’Andenne, présente une vaste collection de céramiques datant de l’époque gallo-romaine à nos jours retraçant près de 2000 ans d’activité autour de la derle, argile blanche de grande qualité très présente dans le sous-sol de la région. Il fut créé en 1933 et est aujourd’hui situé rue Charles Lapierre depuis 1960.

## Histoire du musée
La présence d’un musée de la céramique à Andenne n’est pas due au hasard. En effet, le travail et les métiers de la céramique rythmèrent pendant longtemps la vie des Andennais.
Le musée voit le jour en 1933 à l’initiative du Cercle Archéologie et Folklore d’Andenne avec comme objectif de rassembler tous les documents sur l’histoire d’Andenne. Les collections sont alors présentées dans une salle de l’ancien hôtel de ville sur la place du Perron.
Au  fil du temps, il se centrera sur la céramique sans toutefois oublier l’histoire et le folklore de la ville.
Les collections s’enrichissent au fur et à mesure des années, le musée s’installe alors, en 1960, au rez-de-chaussée d’une maison de maître du XIXe siècle qu’il partage avec d’autres services communaux.
Depuis 1985, le musée s’agrandit et se modernise.
Il occupe alors la presque totalité de la demeure ainsi que la maison voisine.
En 1998 nait l’asbl Musée de la céramique d’Andenne.
Reconnu par la Communauté française de Belgique, le musée s’attache actuellement à accomplir ses 4 missions prioritaires.
Il développe régulièrement ses collections par l’acquisition d’objets,
Il publie également des ouvrages de référence en liaison avec ses collections et les expositions temporaires qu’il organise environ 4 fois par an,
Le musée propose aussi nombre d’activités (conférences, ateliers, …).
Son centre de documentation est ouvert aux chercheurs tant amateurs que confirmés.

## Les collections
Le musée permet de découvrir, à travers le temps, les styles et les techniques, l’histoire de la céramique de la région d’Andenne en mettant en avant les âges d’or de sa céramique : du XIIe au XIVe siècle avec les poteries médiévales et du XIXe siècle grâce aux manufactures faïencières et  porcelainières ainsi que la fabrication de pipes en terre (la dernière piperie andennaise ayant fermé en 2008). 
Outre les pièces exposées, le musée propose des panneaux didactiques, des maquettes, un plan-relief de la région vers 1800 et des reconstitutions.
Dans le jardin du musée sont reconstitués un four de potier du XIe siècle et un tronçon de mine d’extraction de terre plastique. Le four du pipier Verheyleweghen y a été replacé.
|  |  |  |  |